# Chamaecrista usambarensis
Chamaecrista usambarensis là một loài thực vật có hoa trong họ Đậu. Loài này được (Taub.) Standl. miêu tả khoa học đầu tiên.